# 平山郁夫

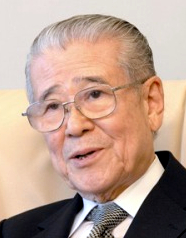
平山郁夫（2007年）

平山 郁夫（ひらやま いくお、1930年6月15日 - 2009年12月2日）は、日本の日本画家、教育者。位階は従三位。勲等は文化勲章。東京芸術大学名誉教授、文化功労者。
東京芸術大学美術学部教授、東京芸術大学美術学部学部長、東京藝術大学学長（第6・8代）、財団法人文化財保護振興財団理事長、日本育英会会長、財団法人日本美術院理事長、東京国立博物館特任館長などを歴任した。

## 概要
広島県出身の日本画家、教育者である。日本美術院理事長、一ツ橋綜合財団理事、第6代・第8代東京芸術大学学長などを務めた。文化功労者として顕彰され、のちに文化勲章を受章した。広島県名誉県民、広島市名誉市民、鎌倉市名誉市民などの称号を授与されている。2009年12月2日午後0時38分、脳梗塞のため東京都中央区の聖路加国際病院で死去。79歳没。

## 来歴

### 生い立ち
1930年6月15日、広島県豊田郡瀬戸田町生まれ。旧制広島修道中学（現：修道中学校・高等学校）3年在学時、勤労動員されていた広島市内陸軍兵器補給廠で広島市への原子爆弾投下により被曝。この被爆経験が後の「文化財赤十字」活動などの原点となる。修道中学では内山康と同級生だった。
第二次世界大戦後は実家に近い旧制忠海中学（現：広島県立忠海高等学校）に転校した。ここでは作家の高橋玄洋と同級生となっている。卒業後、大伯父の清水南山の強い勧めもあり東京美術学校（現：東京藝術大学）に入学。前田青邨に師事する。

### 日本画家として

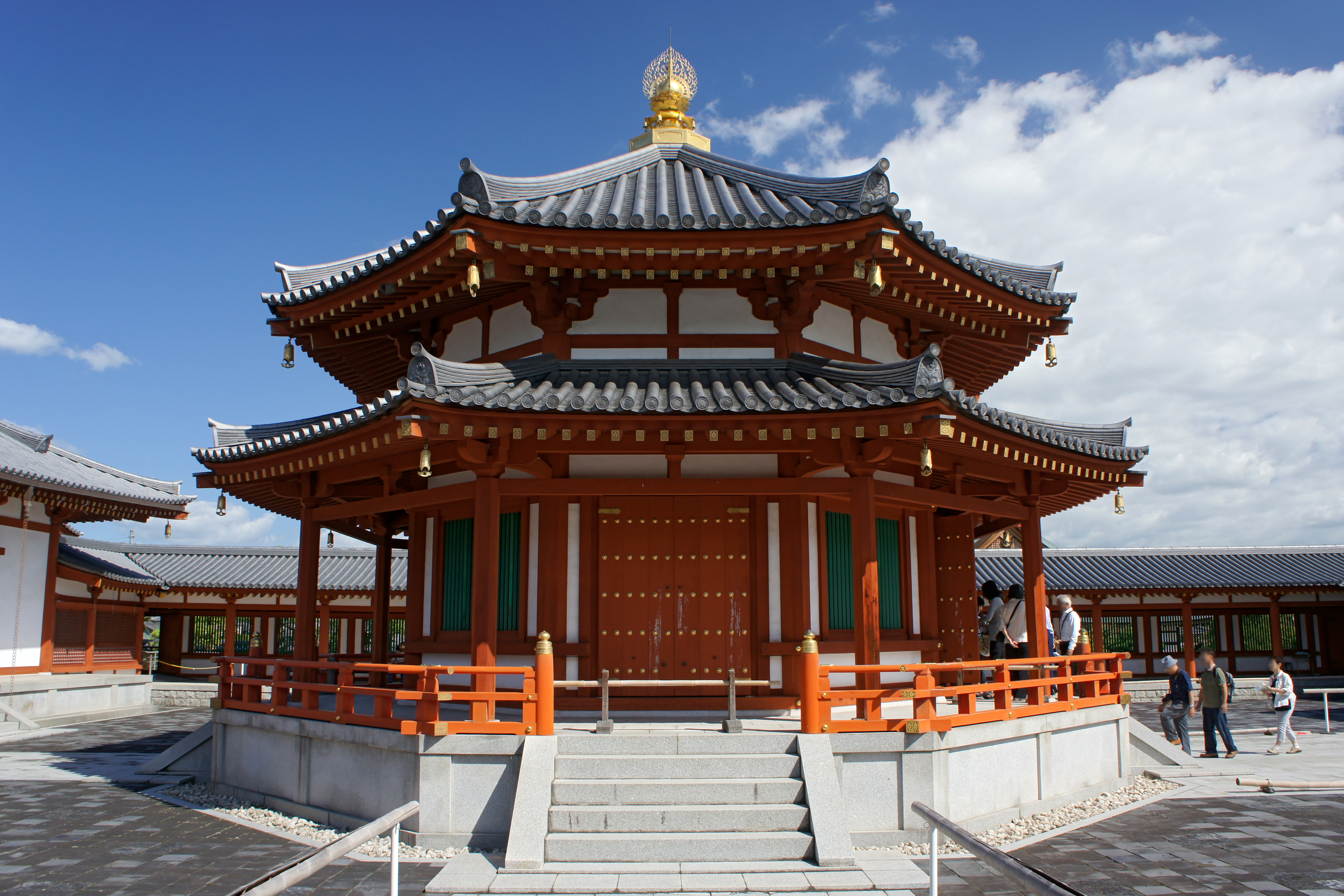
薬師寺玄奘塔

東京藝術大学で助手を務めていた1959年頃、原爆後遺症（白血球減少）で一時は死も覚悟したなか玄奘三蔵をテーマとする『仏教伝来』を描き上げ院展に入選する。以降、郁夫の作品には仏教をテーマとしたものが多い。
仏教のテーマはやがて、古代インドに発生した仏教をアジアの果ての島国にまで伝えた仏教東漸の道と文化の西と東を結んだシルクロードへの憧憬につながっていった。そのあと、郁夫はイタリアやフランスなど、ヨーロッパ諸国も訪ねている。
郁夫は1960年代後半からたびたびシルクロードの遺跡や中国を訪ね、極寒のヒマラヤ山脈から酷暑のタクラマカン砂漠に至るまでシルクロードをくまなく旅している。その成果は奈良・薬師寺玄奘三蔵院の壁画に結実している。
アッシジのサン・フランチェスコ聖堂壁画の模写、法隆寺金堂壁画の模写、高松塚古墳壁画の模写する。ユネスコ親善大使として中国と北朝鮮を仲介して高句麗前期の都城と古墳と高句麗古墳群の世界遺産同時登録に寄与した功績で韓国政府より修交勲章興仁章（2等級）を受章。
また、国内外を問わず長年にわたって後進の指導に当たる。日本への敦煌研究者及び文化財修復者など受け入れ事業などを提唱し、敦煌莫高窟の壁画修復事業にあたって日本画の岩絵具を用いた重ねの技法を指導するなど、現地で失われた美術技法の再構築と人材育成に尽力した。「文化財赤十字活動」の名のもとカンボジアのアンコール遺跡救済活動、敦煌の莫高窟の保存事業、南京城壁の修復事業、バーミヤンの大仏保護事業などの文化財保護や相互理解活動が評価される。その活動は幅広く社会への影響も大きい。

## 批評
日本とアジア諸国との友好活動や東北アジア・中央アジアでの文化財保護活動はアジア諸国、特に中国政府から評価が高く、日中友好協会会長も務め、「文化交流貢献賞」が贈られている。またマニラ市のラモン・マグサイサイ賞財団よりマグサイサイ賞を贈られている。
一方、「文化大革命や都市開発により中国人自身の手によって破壊された中国の歴史的建造物を『戦時中に日本軍が破壊した』として日本人から寄付金を募って中国の文化財の復元事業に当てた」として批判も受けている。「梁思成は日本の古都の大恩人」という根拠薄弱な説に基づいて寄付金を募り、梁思成の銅像建立事業を主導した事も批判の対象となっている。また国立大学（後に国立大学法人）である東京藝術大学の学長という公職にありながら、出版社、百貨店、放送局などとタイアップした自作の展示即売会で多額の利益を上げている点などを批判されることもある。東京藝術大学学長を辞任した1995年には岩橋英遠の「赤とんぼ」という作品からの盗作疑惑が持ち上がっている。

## 家族・親族
妻は平山美知子（公益財団法人 平山郁夫シルクロード美術館館長）。子に古代生物学者の平山廉（早稲田大学教授、平山郁夫シルクロード美術館理事長）。実弟は平山助成元海上自衛官 海将補（防衛大学校10期）、現：平山郁夫美術館（広島県尾道市）館長。

## 略歴
- 1930年 - 広島県豊田郡瀬戸田町（現：尾道市瀬戸田町）に生まれる。
- 1947年 - 東京美術学校（現：東京藝術大学）に入学。
- 1952年 - 卒業とともに同校助手となる。
- 1973年 - 東京藝術大学美術学部教授に就任。
- 1988年 - ユネスコ親善大使に就任。
- 1989年 - 東京藝術大学学長に就任。1995年まで務める。
- 1992年
  - 世界平和アピール七人委員会委員に就任。2005年まで務める。
  - 日中友好協会会長に就任。2008年まで務める。
  - 早稲田大学より名誉博士号贈呈。
- 1994年 - 文化財保護振興財団理事長（現：文化財保護・芸術研究助成財団） に就任。
- 1996年 - 日本育英会会長就任。2001年まで務める。
- 2001年 - 再び東京藝術大学学長に就任し、2005年まで務める。
- 2005年
  - 日韓友情年日本側実行委員長に就任。
  - 東京国立博物館特任館長に就任。
  - 平城遷都1300年記念事業特別顧問。
- 2009年 - 脳梗塞のため東京都内の病院で死去[1][9]。

## 賞歴
- 1961年 - 第46回院展で『入涅槃幻想』が日本美術院賞（大観賞）[9]
- 1962年 - 第47回院展で『受胎霊夢』『出現』が日本美術院賞（大観賞）
- 1964年 - 第49回院展で『仏説長阿含経巻五』『続深海曼陀羅』が文部大臣賞
- 1976年 - 日本芸術大賞[9]
- 1978年 - 第63回院展で『画禅院青邨先生還浄図』が内閣総理大臣賞
- 1995年 - モンブラン国際文化賞
- 2001年 - マグサイサイ賞
- 2002年 - 「文化交流貢献賞」（中国政府より）
- 2004年 - 朝日賞[12]

## 栄典
- 1993年 - 文化功労者
- 1996年 - レジオン・ド・ヌール勲章
- 1998年 - 文化勲章
- 2004年 - 修交勲章興仁章（大韓民国）
- 2009年 - 従三位

## 主な作品

### 絵画

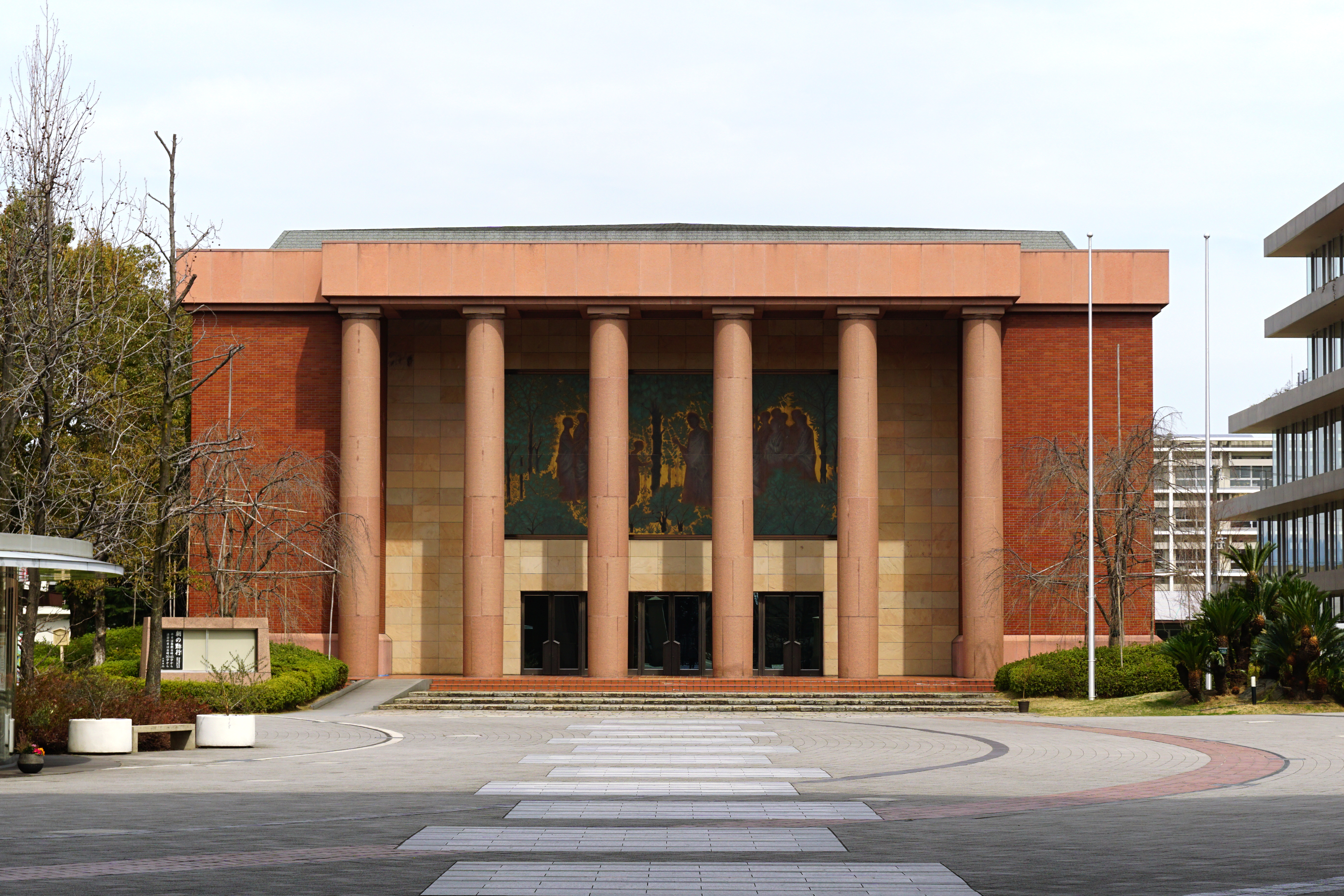
『祇園精舎』の陶板壁画（龍谷大学顕真館）

- 『仏教伝来』(1959)（佐久市立近代美術館蔵）[9]
- 『入涅槃幻想』(1961)（東京国立近代美術館蔵）[9]
- 『祇園精舎』(1981)（足立美術館蔵）
- 『大唐西域壁画』(2000)（薬師寺玄奘三蔵院壁画）

### 著書・画文集
- 『一本の道』講談社文庫 1978
- 『平山郁夫シルクロードの美と心』実業之日本社 1978
- 『平山郁夫シルクロード変幻』美術出版社 1980
- 『悠久の流れの中に』佼成出版社 1980 のち旺文社文庫、三笠書房知的生きかた文庫、日本図書センター「人間の記録」
- 『平山郁夫私のスケッチ技法』実業之日本社 1981
- 『シルクロード幻想の旅』講談社 1983
- 『私のシルクロード』岩波グラフィックス 1983
- 『群青の海へ わが青春譜』佼成出版社 1984 のち中公文庫
- 『デッサン入門』前田常作共編 新潮社 とんぼの本 1985
- 『アレキサンダーの道』井上靖共著 文春文庫 1986
- 『東方の夢遥か ペルシアから奈良への道 平山郁夫<対談集>』美術年鑑社 1987
- 『敦煌歴史の旅 シルクロードに法隆寺をみた』光文社カッパ・ホームス 1988
- 『遥かなる旅』日本経済新聞社 1988
- 『西から東にかけて 平山郁夫画文集』日本経済新聞社 1988 のち中公文庫
- 『道遥か 自伝画文集』日本経済新聞社 1991
- 『絹の道から大和へ 私の仕事と人生』講談社カルチャーブックス 1992
- 『永遠の道』プレジデント社 1992 「生かされて、生きる」角川文庫
- 『私の歩いた道 自伝素描集』日本経済新聞社 1993
- 『この道一筋に 平山郁夫ノート』同文書院 1994
- 『世界の中の日本絵画』高階秀爾共著 美術年鑑社 1994
- 『世界の文化遺跡 平山郁夫画文集』中央公論社 1994
- 『心にのこる仏たち』講談社 1995
- 『シルクロードをゆく』講談社 1995
- 『世界の文化遺跡 続・平山郁夫画文集』中央公論社 1995
- 『日本画のこころ 私が絵画から学んだこと』講談社カルチャーブックス 1995
- 『やすらぎの風景』講談社 1995
- 『アジアの心日本のこころ』ひろさちや共著 清流出版 1996
- 『対話日本文化とこころ』実業之日本社 1996
- 『万葉の旅 大和うるわし』日本経済新聞社 1996
- 『サラエボの祈り 画文集』右田千代共著 日本放送出版協会 1997
- 『平山郁夫の文化財赤十字 聞き書き』谷久光共著 芸術新聞社 1997
- 『私の青春物語』講談社 1997
- 『絵と心』読売新聞社 1998 のち中公文庫
- 『世界遺産のいま』石弘之,高野孝子共著 朝日新聞社 1998
- 『時を超える旅 世界遺産をたずねて』朝日出版社 1998
- 『日本逍景』日本経済新聞社 1998
- 『平和への祈り 画文集』毎日新聞社 1998
- 『シルクロード夢幻 仏教伝来の道』日本経済新聞社 1999
- 『悠遠シルクロード 文明の興亡』日本経済新聞社 1999
- 『永遠のシルクロード』講談社 2000
- 『玄奘三蔵祈りの旅 シルクロード巡礼』日本放送出版協会 2001 NHKスペシャルセレクション
- 『ヨーロッパ旅情』日本経済新聞社 2001
- 『シルクロードの華アフガニスタン 平山郁夫画文集』谷岡清共著 日本経済新聞社 2002
- 『日本を描く』市川崑共著 読売ぶっくれっと 2005
- 『日本の心を語る』中央公論新社 2005
- 『芸術がいま地球にできること 平山郁夫対談集』芸術新聞社 2007
- 『平山郁夫の世界』美術年鑑社 2007
- 『ぶれない』三笠書房 2008
- 『文化財赤十字の旗』谷久光聞き手 博文館新社 2011

### 画集
- 『平山郁夫』三彩社 1972
- 『西から東へ 平山郁夫画集』中央公論社 1976
- 『平山郁夫チベット素描集』朝日新聞社 1977
- 『大河 第一中国画集』講談社 1978
- 『古都幻想 シルクロード 平山郁夫銅版画名作集』毎日新聞社 1979
- 『シルクロード幻想 平山郁夫銅版画名作集』毎日新聞社 1979
- 『平山郁夫欧州写生絵巻』小学館 1980
- 『平山郁夫シルクロード素描集 ローマから大和へ』集英社 1980
- 『平山郁夫・シルクロード素描集 2（敦煌への道）』平凡社 1980
- 『平山郁夫・シルクロード素描集 1（西域の旅）』平凡社 1980
- 『大和の古寺 平山郁夫銅版画名作集』毎日新聞社 1980
- 『甍 東大寺三景 平山郁夫銅版画名作集』毎日新聞社 1981
- 『ガンダーラとモヘンジョダロ 平山郁夫のスケッチブック』平凡社 1981
- 『平山郁夫・シルクロード素描集 3』平凡社 1981
- 『平山郁夫自選画集』集英社 1981
- 『敦煌への道 平山郁夫素描集』徳間文庫 1988
- 『大和路を描く 平山郁夫画集』中央公論社 1988
- 『平山郁夫画集』朝日新聞社 1989
- 『現代の日本画 12 平山郁夫』川口直宜責任編集 学習研究社 1990
- 『平山郁夫全集』全7巻 講談社 1990－91
- 『楼蘭紀行 平山郁夫画集』朝日新聞社 1990
- 『吉備路を描く 平山郁夫画集』中央公論社 1991
- 『楼蘭 平山郁夫画集』朝日新聞社 1992
- 『熊野路を描く 平山郁夫画集』中央公論社 1993
- 『平山郁夫』日経ポケット・ギャラリー 1993
- 『安芸路を描く 宮島 平山郁夫画集』中央公論社 1994
- 『日本の道を描く 平山郁夫画集』1－2 朝日新聞社 1994－96
- 『仏教伝来 平山郁夫額装画集』読売新聞社 1994
- 『悠久の旅 平山郁夫素描集』日本経済新聞社 1994
- 『讃岐路を描く 平山郁夫画集』中央公論社 1995
- 『出雲路古代幻想 平山郁夫画集』中央公論社 1998
- 『シルクロード西へ』日経ポストカードブック 1998
- 『シルクロード東へ』日経ポストカードブック 1998
- 『日本の情景』日経ポストカードブック 1998
- 『平山郁夫全版画集 1978-1999』日本経済新聞社 1999
- 『ヨーロッパの街角』日経ポストカードブック 1999
- 『平山郁夫スケッチ撰集』全3集 日本放送出版協会 2001
- 『薬師寺への道 大唐西域壁画』集英社 2001
- 『薬師寺玄奘三蔵院大壁画』講談社 2001
- 『平山郁夫平成の画業』全3巻 講談社 2002
- 『平山郁夫全版画集 2(2000-2004)』日本経済新聞社 2004
- 『平成洛中洛外図』講談社 2004
- 『平山郁夫の旅 「仏教伝来」の道-シルクロード』谷岡清編 日本経済新聞社 2006

編纂
- 『平山郁夫美術館 私の選んだ国宝絵画』1－2 監修・著 毎日新聞社 1996-97

## 偽作の存在
2010年代、平山の版画の偽作が画商らにより多数製作され、百貨店などを通じて販売された。後に偽作であることが判明して一部百貨店側は回収を行ったが、回収されずに行方不明となっているものもある。

## 関連書籍
- 平山郁夫の真実 著／大宮知信 新講社（2012年6月22日発行)
- 検証平山郁夫の仕事 著／金田弘治 秀作社出版（1995/11発行）

## 関連項目

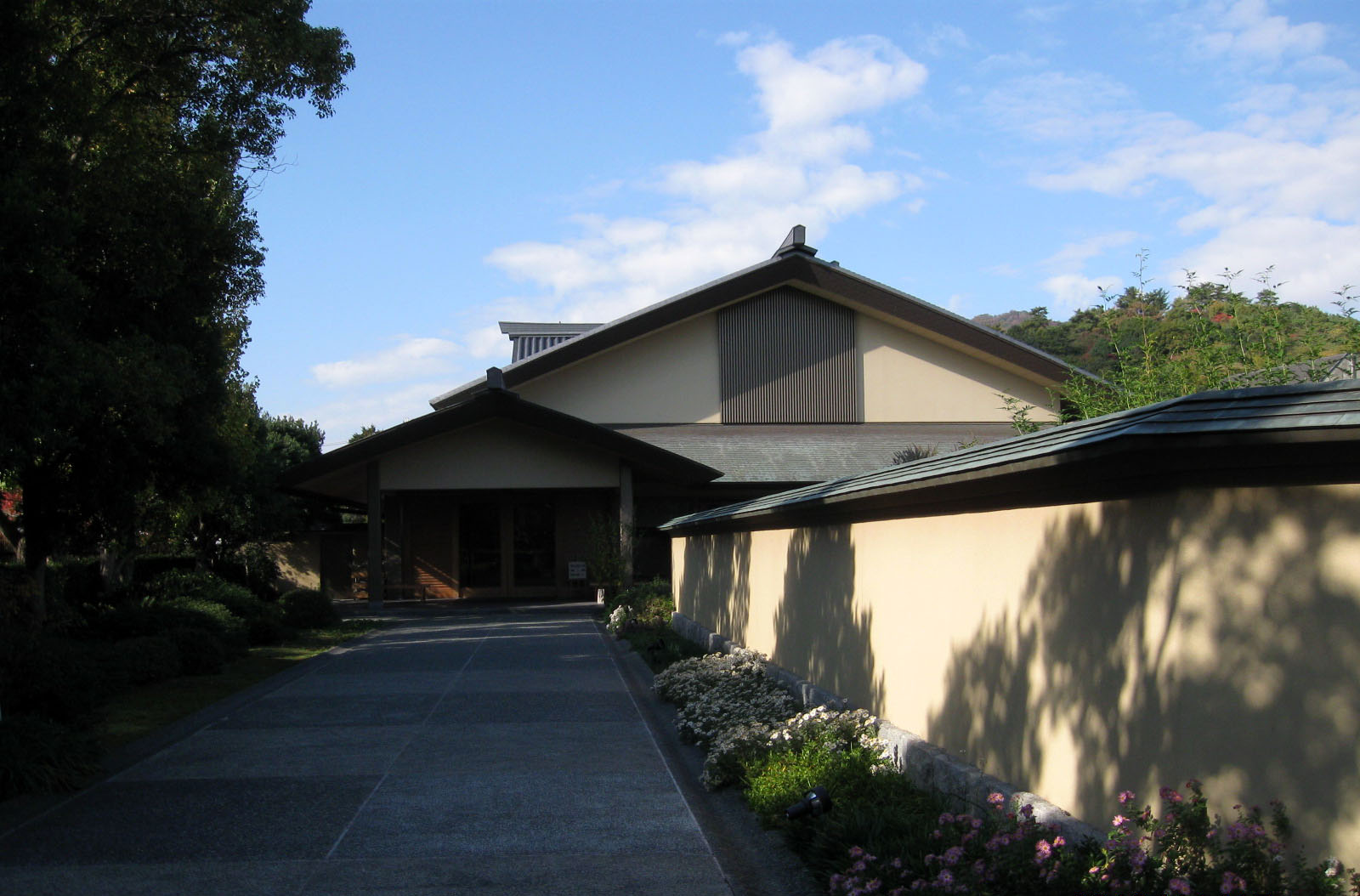
平山郁夫美術館